# Narragansett (zatoka)
Narragansett (ang. Narragansett Bay) – zatoka Oceanu Atlantyckiego, u północno-wschodniego wybrzeża Stanów Zjednoczonych, której zasadnicza część znajduje się w granicach stanu Rhode Island, a fragment w Massachusetts. Zatoka wcina się w ląd na długość 45 km. Z otwartym oceanem połączona jest poprzez zatokę Rhode Island Sound. Stanowi estuarium, największe na terenie Nowej Anglii, do którego uchodzą rzeki Taunton i Providence.
Na terenie zatoki znajduje się ponad 40 wysp, z których największe to Rhode (Aquidneck), Conanicut i Prudence. Główne miasta położone nad zatoką to Newport (na wyspie Rhode) oraz Providence, stolica stanu Rhode Island (nad ujściem rzeki Providence).